# Odeonsplatz (München)
De Odeonsplatz is een plein te München.
Het plein is in 1827 genoemd naar de concertzaal Odeon die Ludwig I van Beieren aan de zuidwestelijke zijde liet bouwen. Op het plein staat ook zijn ruiterstandbeeld.
Onder het plein bevindt zich het gelijknamige metrostation: knooppunt van U-Bahn lijnen U3, U4, U5 en U6. Er stopt ook een autobus.
Het plein dient voor grote evenementen, bijvoorbeeld in 1871 de parade voor de terugkeer van Beierse troepen van de Frans-Duitse Oorlog en in 1988 de rouwplechtigheid voor Franz Josef Strauß. Elk jaar trekken de folkloristische verenigingen langs het plein naar de Oktoberfeesten.

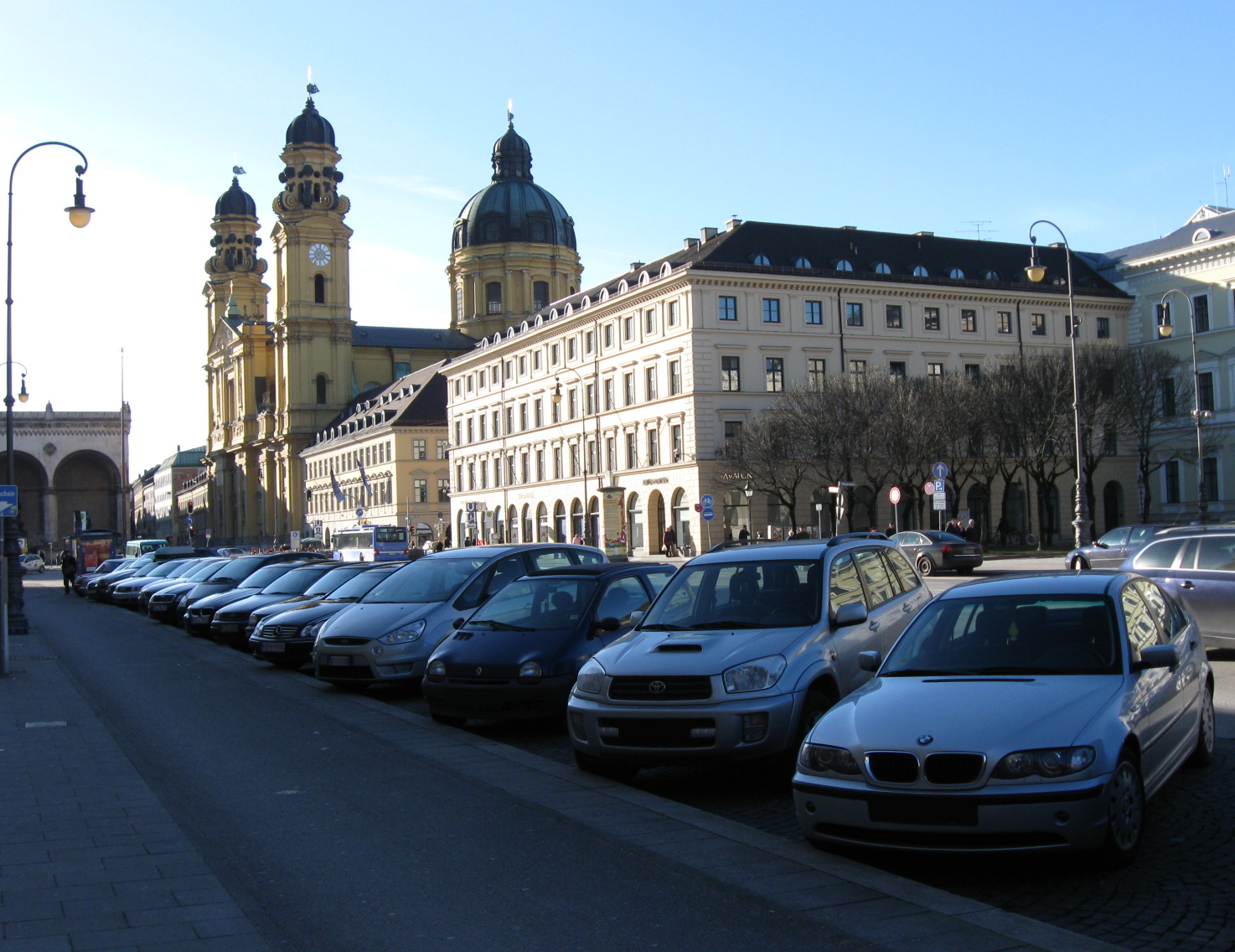
De Odeonsplatz